# Konstal 105Nb (1992–1993)
Konstal 105Nb – tramwaj będący modernizacją projektu Konstal 105Na (805Nb wersja wąskotorowa) produkowany w latach 1992–1993. W 1992 w wyniku modernizacji projektu Konstal 105Na, powstał kolejny model w rodzinie, różniący się od Konstalu 105Na, głównie instalacją elektryczną i pulpitem. Tramwaje te dostały oznaczenie wykorzystane już w jednym prototypie dla Krakowa. Tramwaje te w Warszawie okazały się awaryjne, stąd zostały odesłane do producenta. W 1993 w wyniku pożaru zajezdni Grudziądz stracił 12 wagonów tramwajowych (11 liniowych i 1 techniczny). Władze Grudziądza, będąc zmuszonymi do uzupełnienia braków, początkowo zamierzały kupić tabor używany, ostatecznie jednak zdecydowały się na zakup nowego. Konstal sprzedał wówczas tramwaje odrzucone przez samorząd Warszawy.

## Historia

### Geneza
Pod koniec lat sześćdziesiątych zakończono produkcję pierwszych polskich nowoczesnych tramwajów Konstal 13N i prowadzono pracę nad kolejnymi modelami tramwajów. Spośród wielu projektów udało wdrożyć się jedynie Konstale 102N i ich zmodyfikowaną wersję Konstale 102Na. Produkcja tych tramwajów nie zaspokajała bieżących potrzeb. Stąd w 1973 powstał prototyp tramwajów Konstal 105N. Model został wdrożony do produkcji w 1974 i dobrze przyjęty przez zarządy komunikacji ze względu na nowoczesność konstrukcji. Pomimo tego już po 5 latach wprowadzono istotne zmiany w projekcie i powstał najpopularniejszy model w rodzinie Konstal 105Na.

### Konstal 105Nb (1988)

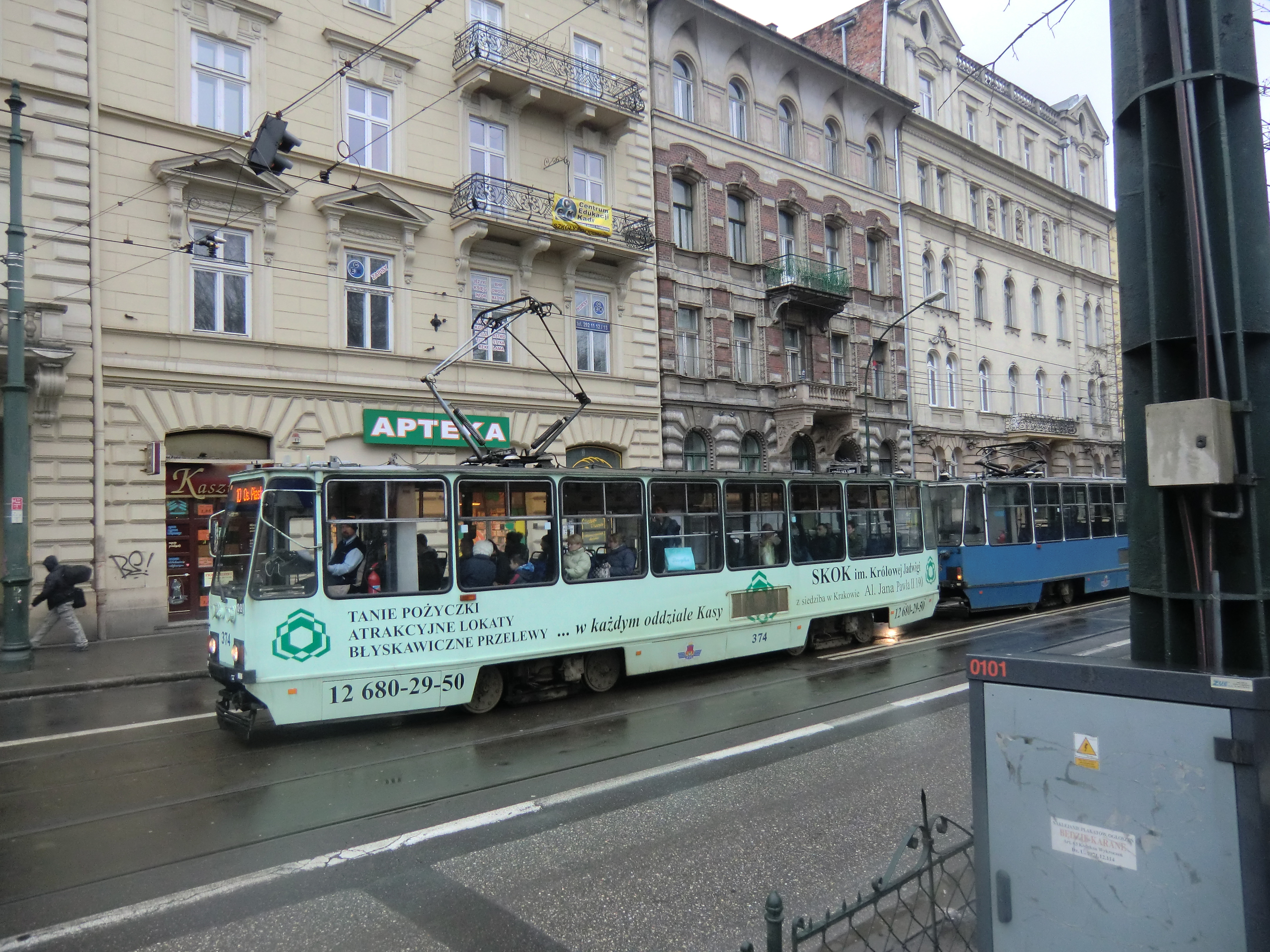
Konstal 105Nb z 1988 roku w Krakowie

W 1988 powstały kolejne zmiany w projekcie i zbudowano jeden wagon prototypowy Konstal 105Nb. W wagonie tym zastosowano między innymi powiększoną kabinę, nowe klapy wywietrznika. Prototypowy wagon trafił do Krakowa. Dalsza produkcja jednak została zaniechana.

### Konstal 105Nb (1992–1993)
W 1992 władze Warszawy podjęły decyzję o modernizacji taboru tramwajowego. Konstal opracował więc nowy typ wagonu rodziny 105N. Nowy wagon posiadał inną instalację elektryczną, wózki innego typu, przyciski do otwierana drzwi oraz nowe siedzenia. Wagony dostały zdublowane oznaczenie Konstal 105Nb, mimo iż de facto nie były one tym samym projektem, co zbudowany w 1988 prototyp dla Krakowa. Z tego powodu, zgodnie z wcześniejszą praktyką, powinny zostać oznaczone jako Konstal 105Nc. W sumie wyprodukowano 14 wagonów tej serii, wszystkie z nich zostały sprzedane samorządowi Warszawy, gdzie dostały numery boczne w zakresie 1379-1392 (Zamawiający nie odebrał ostatniego wagonu). Po kilkumiesięcznej eksploatacji MZK Warszawa zgłosiło wiele uwag i odesłano tramwaje do producenta. 

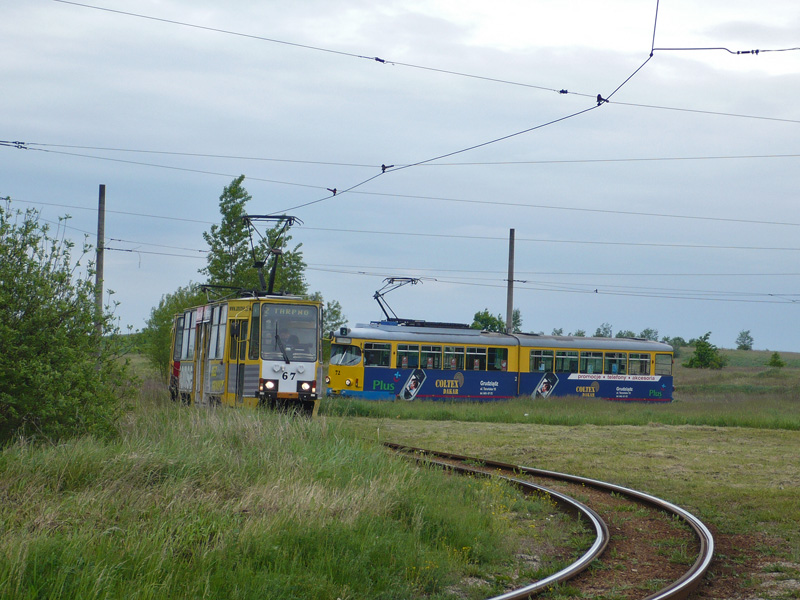
Konstal 805Nb #67

5 września 1993 w Grudziądzu spłonęła zajezdnia i wraz z nią 12 tramwajów (11 wagonów liniowych i 1 techniczny). W związku z brakami w taborze początkowo Grudziądz miał wypożyczyć wycofywane w Bydgoszczy tramwaje Konstal 803N, jednak grudziądzki przewoźnik nie zdecydował się na dalszą eksploatacją dwudziestoletnich pojazdów o innej specyfikacji. Miasto Grudziądz, z pomocą finansową województwa toruńskiego, postanowiło kupić Miejskiemu Zakładowi Komunikacji fabrycznie nowe tramwaje. Kupiono od producenta 6 wagonów Konstal 105Nb. Jak się okazało nie były to nowe wagony, ale wyremontowane tramwaje, które zostały odrzucone przez przewoźnika w Warszawie (do Warszawy poszły fabrycznie nowe). Tramwaje grudziądzkie posiadały nowe tabliczki znamionowe. Rozwiązanie to można było wytłumaczyć koniecznością szybkiego dostarczenia wagonów do Grudziądza.
Tramwaje dotarły do Grudziądza na przełomie lat 1993–1994 i dostały numery taborowe z zakresu 63-68. Początkowo były eksploatowane pojedynczo, po kilku latach wagony zaczęły kursować w parach na linii 2. Około 2000 grudziądzkie wozy zaczęto wyposażać w tablice PIXEL. Wagony zostały przez MZK Grudziądz połączone kablem wysokiego napięcia, co umożliwiło zasilanie składu z jednego pantografu.

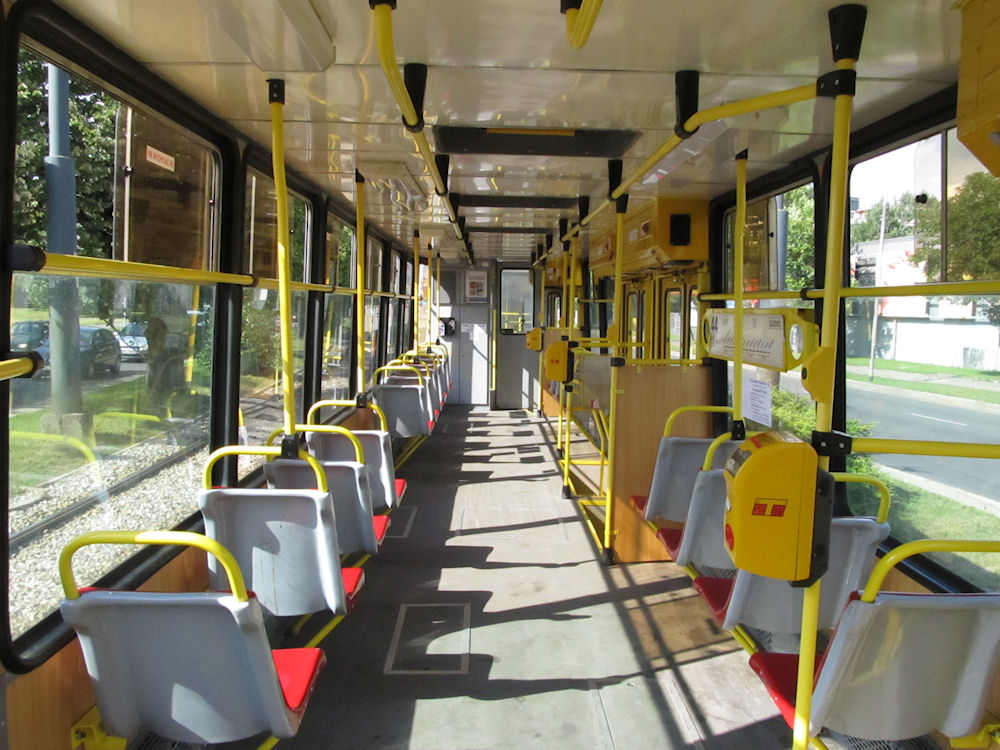
Wnętrze warszawskiego wagonu 105Nb

Wagony, które producent ponownie dostarczył do Warszawy, pracowały już w prawidłowy sposób. W 2002 skreślono jeden z wozów (1382), który został uszkodzony podczas kolizji. Podczas pierwszej naprawy głównej wymieniono drzwi na IFE oraz dodano pantograf połówkowy. W 2004 wagon nr 1381 został przebudowany na 105Na.

### Konstal 105Ne
W 1993 zaprojektowano na podstawie 105Nb typ Konstal 105Ne, który posiadał wszystkie modyfikacje tramwaju Konstal 105Nb oraz kilka innych. Wszystkie tramwaje tego typu zostały kupione przez Miejskie Zakłady Komunikacyjne w Warszawie.

## Konstrukcja
Wagony Konstal 105Nb, są rozwinięciem serii Konstal 105N i zdecydowana większość elementów pochodzi ze wcześniejszego tramwaju Konstal 105Na. Różnice w porównaniu z Konstalem 105Na polegają na:
- zmianie wózków na podwójnie usprężynowane typu 2 NNa,
- zastosowaniu przekładni Bumar typu 20PMa,
- zastosowaniu napędu drzwi Bode,
- wymianie skrzydeł drzwi na aluminiowe z jedną szybą,
- malowaniu proszkowym pudła,
- zastosowaniu przycisków otwierania drzwi (podczas modernizacji przyciski zostały zamontowane również we wcześniejszych pojazdach rodziny Konstal 105N),
- wymianie pulpitu,
- zmianie instalacji elektrycznej,
- dodaniu tylnego pomostu manewrowego (wraz z prędkościomierzem).